# Cantone di Vitry-en-Artois
Il Cantone di Vitry-en-Artois era una divisione amministrativa dell'arrondissement di Arras.
È stato soppresso a seguito della riforma complessiva dei cantoni del 2014, che è entrata in vigore con le elezioni dipartimentali del 2015.
Comprendeva i comuni di:
- Bellonne
- Biache-Saint-Vaast
- Boiry-Notre-Dame
- Brebières
- Cagnicourt
- Corbehem
- Dury
- Étaing
- Éterpigny
- Fresnes-lès-Montauban
- Gouy-sous-Bellonne
- Hamblain-les-Prés
- Haucourt
- Hendecourt-lès-Cagnicourt
- Monchy-le-Preux
- Noyelles-sous-Bellonne
- Pelves
- Plouvain
- Récourt
- Rémy
- Riencourt-lès-Cagnicourt
- Rœux
- Sailly-en-Ostrevent
- Saudemont
- Tortequesne
- Villers-lès-Cagnicourt
- Vis-en-Artois
- Vitry-en-Artois